# Лулеельвен
Лулеельвен (швед. Lule älv, також  Luleälven , саам.  Julevädno) — річка на півночі Швеції. Довжина 450 км, площа басейну 25240 км². Бере початок з озера Сорйосйауре, біля кордону Швеції й Норвегії. Тече з північного заходу на південний схід. У верхній і середній частині річка протікає вузькою й глибокою долиною, проходить низку озер. У цій частині річки є пороги й водоспади. Нижче впадіння основної — правої — притоки Лілла-Лулеельвен долина розширюється і Лулеельвен тече через пагорбисту рівнину. Впадає у Ботнічну затоку Балтійського моря. Живлення переважно снігове, водопілля влітку, взимку стік низький. Середня витрата води близько 510 м³/с. Замерзає в кінці жовтня, скресає у травні. На річці побудовано кілька ГЕС. На озерах здійснюється судноплавство. Біля гирла річки лежать місто Буден і порт Лулео.

## ГЕС
На річці Лулеельвен зведено 13 ГЕС. За період від 1970-х років до 2013 року загальна потужність ГЕС зросла у 2,47 рази — від 1,7 ГВт до 4,2 ГВт. Найбільші ГЕС — "Харспронгет", Пор'юс, Летсі, Порсі, Лакседе, Vittjärv, Буден.

## Галерея

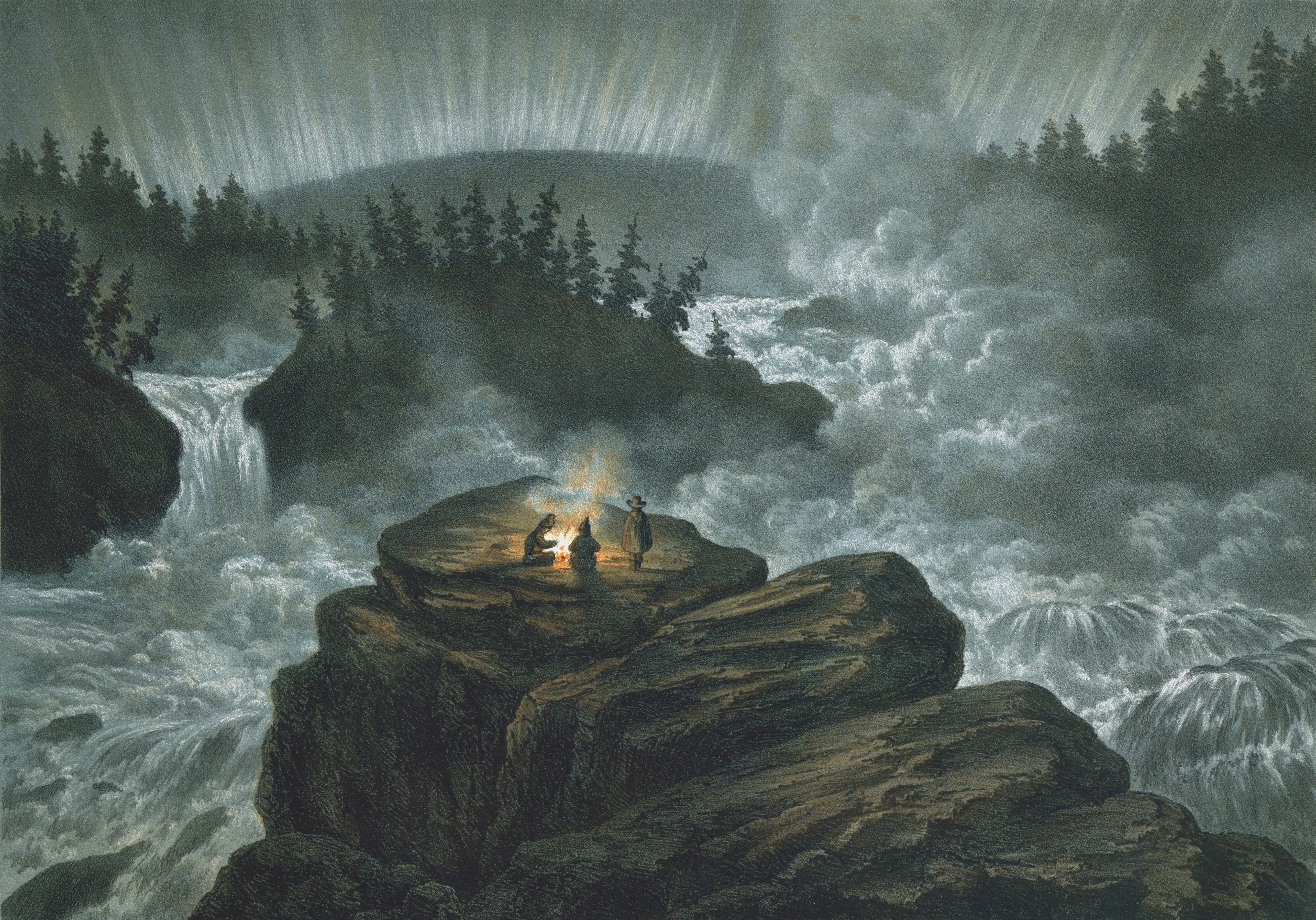
Водоспад Харспронгет на річці Лулеельвен під час полярної ночі і північного сяйва.  Художник К. Хальбек[sv], фотолітографія, 1856 рік.
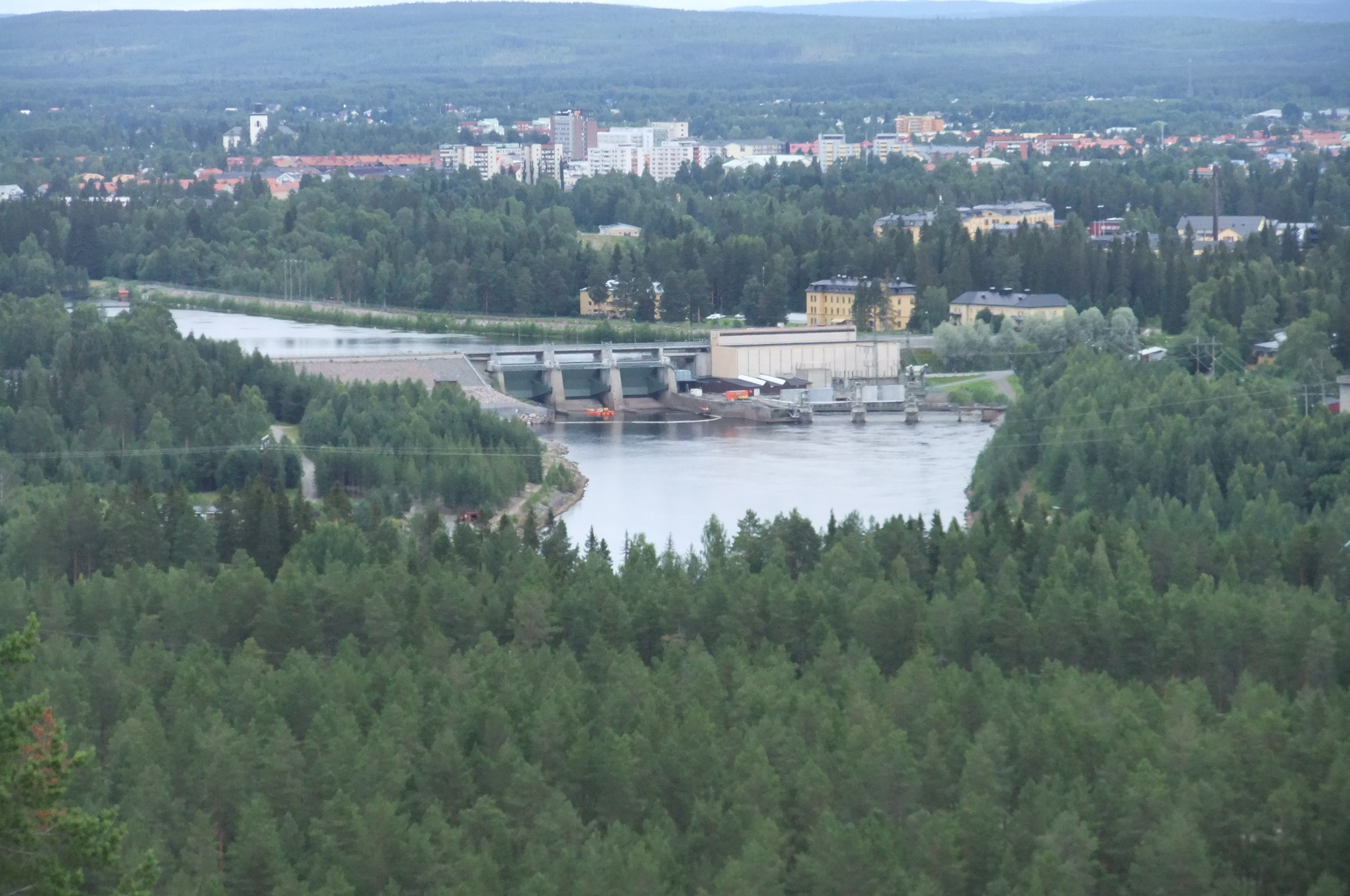
ГЕС на річці Лулеельвен у місті Буден.